# Нагорное (Костромская область)
Нагорная — опустевшая деревня в Буйском районе Костромской области. Входит в состав Центрального сельского поселения.

## География
Находится в западной части Костромской области на расстоянии приблизительно 27 км на юго-запад по прямой от районного центра города Буй на восток от деревни Каплино.

## Население
Постоянное население составляло 1 человек в 2002 году (русские 100 %), 0 в 2022.